# Бензамідин
Бензаміди́н (англ. benzamidine) — це органічна сполука з формулою 6H5C(NH)NH2. Це найпростіший ариламідин. Сполука є білою твердою речовиною, яка слабо розчиняється у воді. Зазвичай з ним поводяться як з гідрохлоридною сіллю, білою, водорозчинною сіллю.
За своєю молекулярною структурою, бензамідин має один короткий зв'язок C=NH і один довший зв'язок C-NH2, 129 і 135 пікометрів, відповідно.

## Застосування
Бензамідин є зворотним конкурентним інгібітором трипсину, трипсиноподібних ферментів та серинових протеаз.
Його часто використовують як ліганд у білковій кристалографії, щоб запобігти деградації протеазами білка, що цікавить; трикутна діамінова група внизу надає йому дуже очевидну форму «stick-man», яка показується на картах різниці щільності. Бензамідинова група також міститься в деяких фармацевтичних препаратах, таких як дабігатран.
Конденсація з α-галокетонами утворює імідазол.